# Amaurobius drenskii
Espèce
Amaurobius drenskii est une espèce d'araignées aranéomorphes de la famille des Amaurobiidae.

## Distribution
Cette espèce est endémique de Bosnie-Herzégovine

## Étymologie
Cette espèce est nommée en l'honneur de Penteho Drensky (1886-1963).

## Publication originale
- Kratochvíl, 1934 : Liste générale des Araignées cavernicoles en Yougoslavie Pregled pecinskih paukova u Jugoslaviji. Prirodoslovne Razprave. Izdaja in Zaloga Prirodoslovna Sekcija Muzejskega DruStva za Sloveniju, Ljubljana, vol. 2, p. 165–226.